# Karl Kuttler
Karl Kuttler (ur. 7 września 1797 w Vidnavie, zm. 25 lutego 1876 w Opawie) – czeski organmistrz.
Syn organmistrza z Vidnavy Johanna Kuttlera (ur. 19 czerwca 1769 w Loosdorf w Austrii, zm. 26 września 1832 w Skorošicach w Czechach) i jego żony Rosalie z domu Schnurpfeil. 12 lutego 1827 poślubił Carolinę, córkę miejscowego bednarza i kontrolera handlu solą Heinricha Höfiga.
Działalność rozpoczął w Vidnavie, w warsztacie ojca – Johanna. W latach 20. XIX w. przeniósł się do Opawy.
Sztuki budowy organów uczył m.in. innego organmistrza z okolic Ostrawy – Johanna Haasa (ur. 1812, zm. po 1900).

## Dzieła
Niektóre organy piszczałkowe zbudowane lub wyremontowane przez Kuttlerów:
| Rok       | Miejscowość                   | Budynek                      | Budowniczy | Uwagi |
| --------- | ----------------------------- | ---------------------------- | ---------- | --- |
| 1796      | Marcinków (Polska)            | Kościół                      | Johann     | Jeden manuał i pięć manubriów |
| 1797      | Roztoki (Polska)              | Kościół                      | Johann     | Ukończenie budowy 31 sierpnia 1797 |
| 1798      | Nowa Wieś (Polska)            | Kościół Wniebowzięcia NMP    | Johann     | 19 głosów |
| ok. 1800  | Różanka (Polska)              | ?                            | Johann     | Przebudowa instrumentu |
| 1805      | Jodłów (Polska)               | Kościół św. Jana Chrzciciela | Johann     | Budowa organów z wykorzystaniem dwóch wiatrownic oraz piszczałek pedału ze starego instrumentu. 14 głosów, dwa manuały i pedał, wiatrownice klapowo-zasuwowe |
| 1805      | Gorzanów (Polska)             | Kościół                      | Johann     | Remont, wykonanie wielkiej oktawy basowej w manuale i pedale, prace rzeźbiarskie i przeniesienie stołu gry z boku na przód instrumentu                       |
| 1813      | Międzylesie (Polska)          | Kościół Bożego Ciała         | Johann     | Przebudowa. 21 głosów, dwa manuały i pedał |
| 1815      | Idzików (Polska)              | Kościół                      | Johann     | [ 7 ] |
| 1815      | Wilkanów (Polska)             | ?                            | Johann     | Powiększenie i remont istniejących organów |
| 1818      | Strachocin (Polska)           | ?                            | Johann     | [ 7 ] |
| 1826–1827 | Kamieniec Ząbkowicki (Polska) | ?                            | Johann     | Przypisywane Karlowi, ale prawdopodobnie Johanna |
| 1831      | Pawłowiczki (Polska)          | Kościół                      | Karl       | Niezachowane |
| 1884(sic) | Benešov (Czechy)              | ?                            | Karl       | [ 3 ] |
| 1848      | Międzyrzecze Górne (Polska)   | Kościół ewangelicki          | Karl       | [ 3 ] |
| 1848      | Biała (Polska)                | Kościół ewangelicki          | Karl       | [ 3 ] |
| ok. 1850  | Zabrzeg (Polska)              | Kościół św. Józefa           | Karl       | [ 3 ] |
| 1854      | Šternberk (Czechy)            | ?                            | Karl       | [ 3 ] |